# 슬레이벨

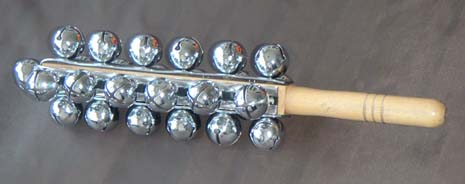
슬레이벨

슬레이벨(영어: sleigh bell '썰매 방울')은 타악기로, 몸울림악기로 분류된다. 이 악기를 기용한 사람으로는 볼프강 아마데우스 모차르트, 구스타프 말러, 세르게이 프로코피예프 등이 있다.